# Liriomyza angulicornis
Liriomyza angulicornis är en tvåvingeart som först beskrevs av Malloch 1918.  Liriomyza angulicornis ingår i släktet Liriomyza och familjen minerarflugor. Arten är reproducerande i Sverige. Inga underarter finns listade i Catalogue of Life.